# Dysbiose

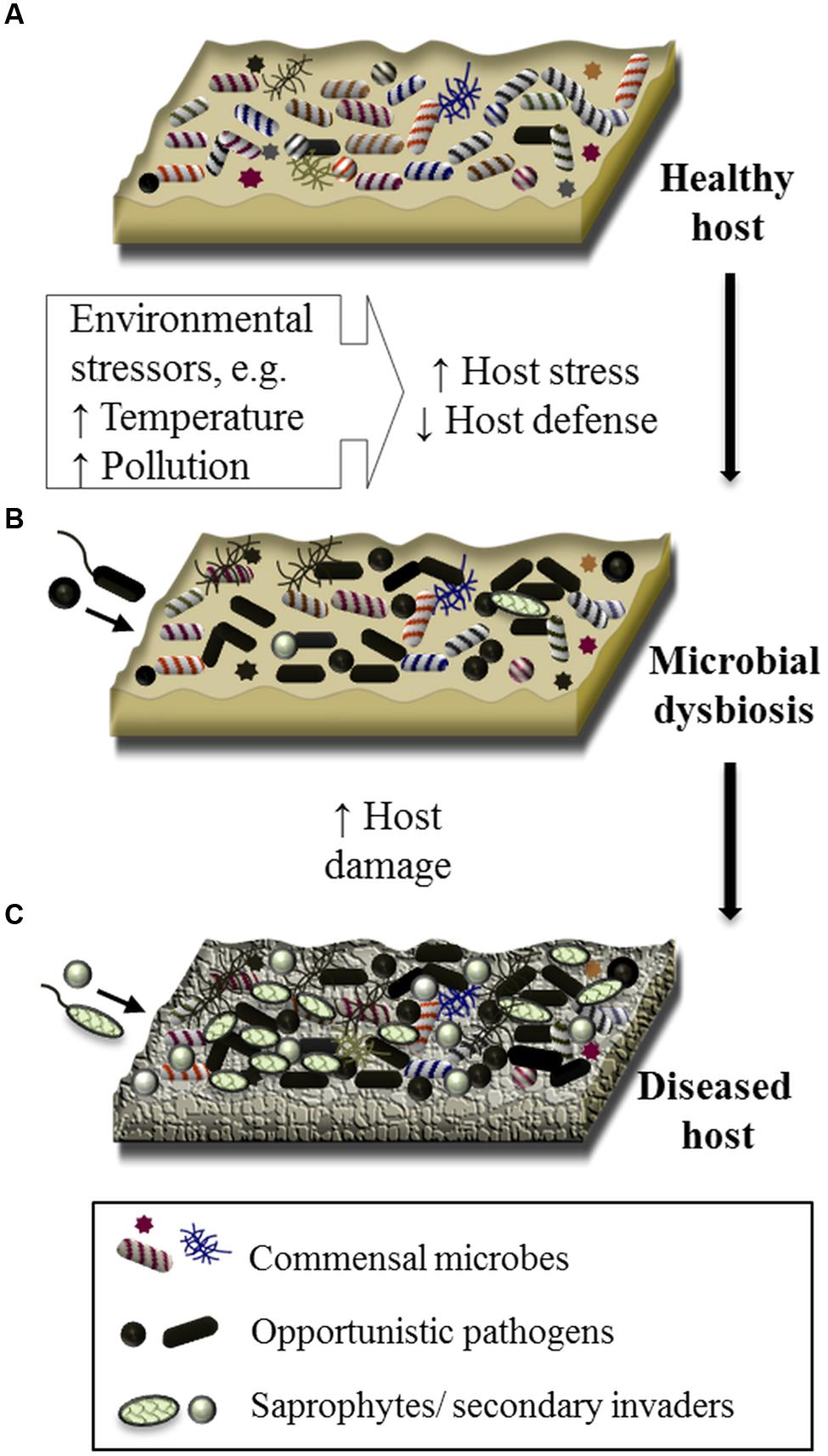
Dysbiose, état de déséquilibre intermédiaire entre un individu en bonne santé et un individu malade.

Le terme dysbiose désigne l'altération qualitative, quantitative et fonctionnelle de l'écosystème bactérien (aussi appelé microbiote) présent dans et sur le corps d'un organisme, notamment le corps humain, dont le microbiote cutané, le microbiote vaginal, le microbiote buccal, et plus particulièrement le microbiote intestinal humain sur lequel se porte en grande partie la recherche actuelle. Ce déséquilibre se traduit souvent par la réduction de diversité en taxa bactériens, la réduction en diversité et richesse génique (métagénomique) et un excès d'un ou plusieurs pathobiontes (bactéries pathogènes du microbiote).
À l'inverse, un microbiote équilibré dans sa répartition des espèces bactériennes qui le composent  est dit "en état de biose" ou eubiose (antonyme de la dysbiose).
La difficulté à définir la dysbiose qui n'est pas nécessairement pathogène explique que les fonctions du microbiote dysbiotique sont l'objet d'une recherche intense (transcriptomique, protéomique, métabolomique bactérienne).
La dysbiose intestinale n'affecte que 2 à 3 % des espèces représentant 70 % des bactéries du microbiote intestinal humain
Ce concept remet en cause les postulats de Koch qui reposent sur la vision classique "un pathogène-une maladie", vision qui reste cependant valable pour quelques bactéries pathogènes comme Escherichia coli, Mycobacterium paratuberculosis.

## Facteurs à l'origine
Divers éléments peuvent être à l'origine d'une dysbiose qui n'affecte que 2 à 3 % des espèces représentant 70 % des bactéries : médicaments (notamment lors d'antibiothérapies répétées), infections (virales, bactériennes et parasitaires), déficit immunitaire, diverses pathologies, changement brutal d’environnement ou d’alimentation.

## Symptomatologie
Une dysbiose peut se traduire par différents symptômes : troubles psychiques (fatigue, maux de tête, anxiété, insomnie, etc.), allergies (alimentaire, cutanées ou respiratoires)…

## Maladies associées
La dysbiose est associée à diverses maladies : cancers, obésité, maladies inflammatoires chroniques de l'intestin, syndrome de fatigue chronique, athérosclérose, maladies cardio-vasculaires.